# Palauastrea ramosa
Palauastrea ramosa is een rifkoralensoort uit de familie van de Astrocoeniidae. De wetenschappelijke naam van de soort is voor het eerst geldig gepubliceerd in 1941 door Yabe & Sugiyama.